# Berlinés (formato)

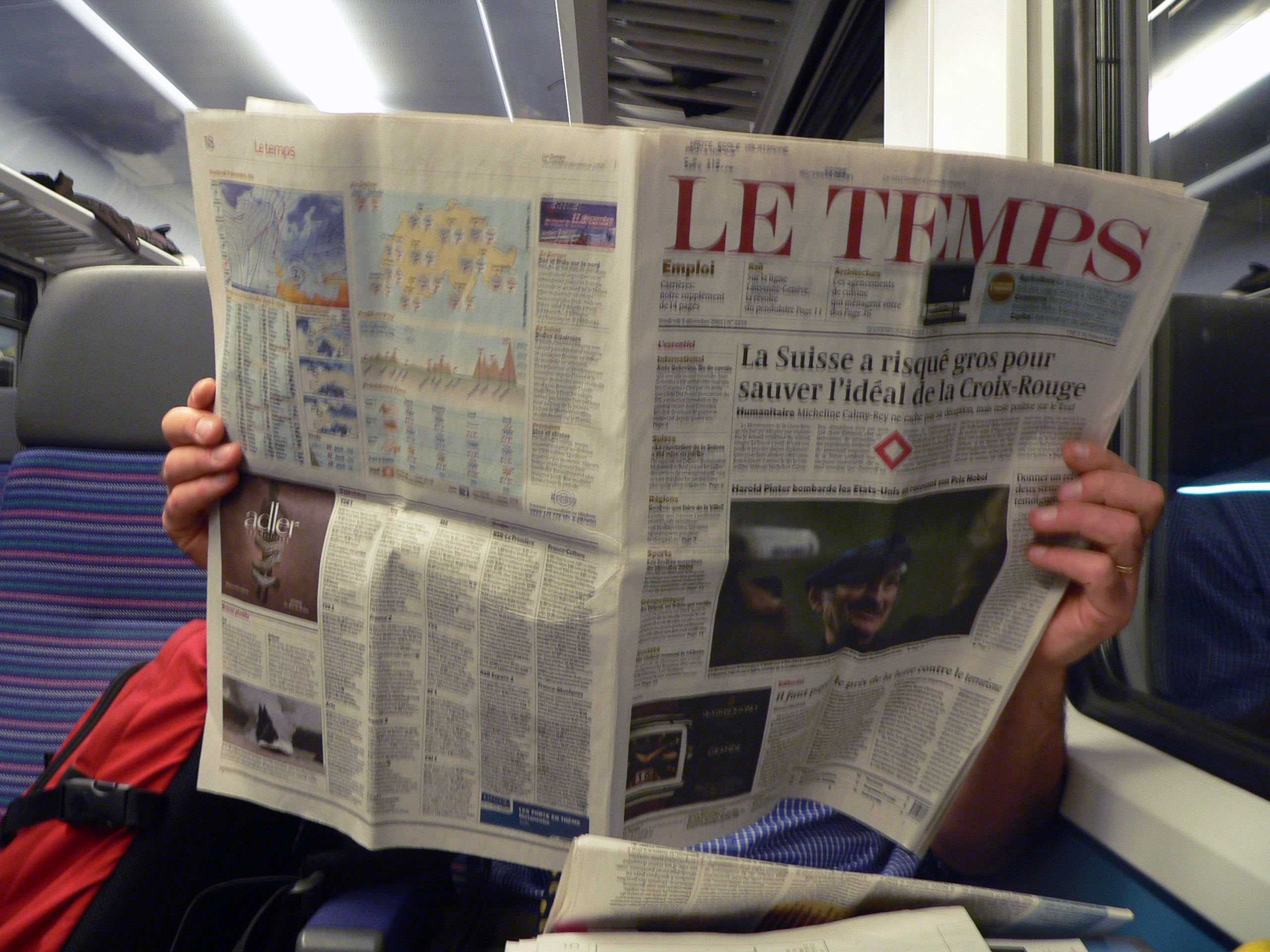
Periódico francés Le Temps, editado en formato berlinés.

El berlinés (del alemán, Berliner ‘berlinés’) es un formato de periódicos cuyas páginas miden aproximadamente 315 × 470 mm en Europa. El berlinés es ligeramente más alto y marginalmente más ancho que los formatos compacto y tabloide; y es más angosto y corto que el formato grande. Una variación utilizada en España y Latinoamérica es el formato compact (280 × 410 mm, aprox.), esencialmente un diario en un tamaño tabloide ligeramente más alto, aunque manteniendo el ancho. 

## Etimología
La denominación «berlinés» proviene de la capital alemana, Berlín. Aunque el diario Berliner Zeitung comúnmente es denominado como Berliner, no se imprime en ese formato. De hecho, solo dos diarios nacionales alemanes utilizan el formato berlinés: Die Tageszeitung (generalmente conocido como Taz), y el Junge Welt, que adoptó el formato en 2004.

## Periódicos que usan el formato berlinés

### Periódicos europeos
El formato berlinés es usado en muchos periódicos europeos, incluyendo diarios como Le Monde en Francia, Le Temps en Suiza, La Repubblica, Il Giornale y La Stampa en Italia, El País y El Mundo en España, De Morgen, Het Laatste Nieuws y GrenzEcho en Bélgica, The Guardian en el Reino Unido, y Expresso en Portugal.

### Periódicos norteamericanos
El diario Journal and Courier en Lafayette, Indiana, comenzó a usar el formato berlinés en su edición del 31 de julio de 2006. Fue el primer periódico en Norteamérica en ser impreso en ese formato.
Desde entonces, numerosos diarios impresos en formato sábana en Estados Unidos han adoptado un formato de página similar al berlinés, aunque algunos utilizan un alto de página mayor. En algunos casos, solo el ancho de página ha cambiado con respecto al formato sábana, y la altura se ha mantenido igual o similar. Por ejemplo, las dimensiones de The New York Times eran 559 × 381 mm, pero en 2007 disminuyeron a 559 × 305 mm. Aún se refiere a sí mismo como periódico de gran formato, aun cuando su tamaño es más cercano al berlinés.

### Periódicos latinoamericanos
Jornal do Brasil, un diario brasileño fundado en 1891, empezó a imprimirse en formato berlinés desde el 16 de abril de 2006. Inicialmente, solo la edición de venta en quioscos era impresa en ese formato, pero su éxito hizo que se extendiera a la edición para suscriptores, que hasta ese momento se seguía editando en formato grande. Se siguió publicando en este formato hasta 2009, cuando pasó a editarse en línea. En 2008, el diario Correio (antes Correio da Bahia) de Salvador de Bahía adoptó el formato berlinés, también a partir del formato grande.
En Argentina el formato es usado por La Nación, La Voz del Interior, La Nueva Provincia, El Liberal y El Día.
En Chile los principales diarios que se publican en formato berlinés son, El Mercurio de Valparaíso (abandonó el formato broadsheet en 2002), El Austral de Temuco (abandonó el formato tabloide en 2008), Crónica Chillán, El Diario Austral de Los Ríos, El Austral de Osorno y El Llanquihue (estos cuatro últimos adoptaron el formato berlinés en julio de 2011). En agosto de 2011 realizaron el mismo cambio los diarios El Mercurio de Antofagasta, El Mercurio de Calama y El Diario de Atacama. Los diarios del Grupo Copesa, La Tercera y La Cuarta, adoptaron el formato en 2003 y 2017 respectivamente, pero retomaron su formato tabloide original en 2019. El diario económico Pulso, de la misma casa editorial debutó con este formato el año 2011, siendo incorporado a La Tercera en 2018 y pasando a tabloide en 2019.
En Perú el diario La República fue lanzado en formato berlinés el 16 de noviembre de 1980 para luego reducirse a formato tabloide a fines de aquella década.                              Desde 1998 retomó el berlinés hasta 2004 en que regresó al tabloide.                                       El 30 de noviembre de 2011, con ocasión de una renovación de su diseño gráfico, el diario volvió a su original formato berlinés. 
Desde el 14 de marzo de 2016 el diario El Comercio adoptó el formato en sus ediciones de lunes a viernes.
El Diario Perú.21 también es impreso en formato berlinés.

El 6 de febrero de 2012, El Colombiano dMedellín celebró sus 100 años adoptando el formato berlinés, en una edición refilada y grapada, abandonando el formato universal que había tenido de manera tradicional.
El 11 de octubre de 2017, Los Tiempos de Bolivia celebró su 74 aniversario cambiando su tamaño sábana o formato estándar que lo acompañó desde antes de inicios del siglo XXI por el formato berlinés, más cómodo y moderno para el lector.

### Otras partes del mundo
En febrero de 2010, el periódico Le Mauricien de Mauricio adoptó el formato berlinés con contenido completamente en color y se convirtió en el primer periódico vespertino del país en adoptar ese formato.